# Little, Brown and Company
Little, Brown and Company — американське видавництво в Нью-Йорку. 

## Історія
Історія видавництва почалася 1784 року в Бостоні, коли була заснована книгарня, що 1837 року переросла у Нью-Йоркське видавництво, засноване Чарльзом Коффіном Літтлом та Джеймсом Брауном. Сьогоднішня назва існує з 1869 року. 1968 року видавництво було куплене фірмою Time Inc., що входить до концерну Time Warner. З 2006 року видавництво було перепродане французьким книгарям й тепер публікує книжки як підрозділ концерну Ашетт Лівр.

## Автори
Відомі автори видавництва: Девід Фостер Воллес, Сесіл Скотт Форестер, Норман Мейлер, Генрі Кіссинджер, Джером Девід Селінджер, Нельсон Мандела, Еріх Марія Ремарк, Еліс Сіболд, Стефені Маєр.
27 вересня 2012 року видавництво опублікувало роман «Несподівана вакансія» британської письменниці Джоан Ролінґ.